# النسوية السوداء

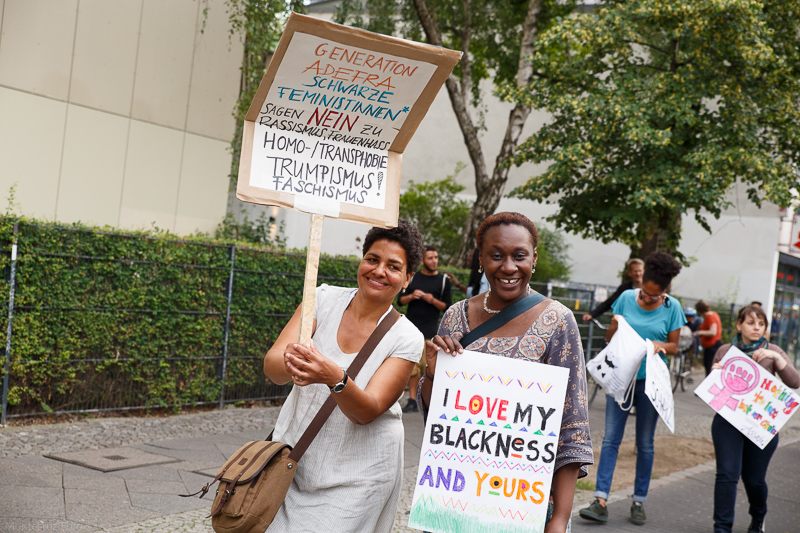
نساء يتظاهرن في برلين عام 2017

ترى النسوية السوداء أن تجربة النساء السوداوات تثير فهمًا خاصًا لوضعهن في ما يتعلق بالتمييز على أساس الجنس، والقمع الطبقي، والعنصرية. تؤكد النسوية السوداء على أن تجربة المرأة السوداء لا يمكن فهمها من زاوية كونها سوداء أو كونها امرأة، بل يجب فهمها عبر تقاطع أشكال التمييز أو ما يُعرف بالتقاطعية، وهو المصطلح الذي صاغته الباحثة القانونية كيمبريلي كرينشو في عام 1989. زعمت كرينشو أن كل مفهوم- كونها سوداء أو كونها امرأة- لابد أن يُنظَر إليه على نحو مستقل مع إدراك أن الهويات المتقاطعة تتشابك وتتعاضد.
استخدمت النساء السوداوات منظورات نسوية سوداء لأول مرة في الولايات المتحدة؛ لفهم الطريقة التي تتفاعل بها سيادة البيض والنظام الأبوي، وذلك للاسترشاد بها في التجارب الخاصة بالنساء السوداوات المستعبدات. شكلت المثقفات والناشطات السوداوات منظمات مثل الرابطة الوطنية لجمعيات النساء الملونات (إن أيه سي دابليو) والمجلس الوطني للنساء الزنوج (إن سي إن دابليو). برزت النسوية السوداء في ستينيات القرن العشرين، عندما استبعدت حركة الحقوق المدنية النساء من المناصب القيادية، وعندما ركز التيار الرئيسي للحركة النسوية جدول أعماله، إلى حد كبير، على القضايا التي تؤثر، على نحو رئيسي، على نساء الطبقة الوسطى البيضاوات. في الفترة من سبعينيات وثمانينيات القرن العشرين، شكلت النسويات السوداوات مجموعات تناولت دور النساء السوداوات في القومية السوداء، وتحرير المثليين، والموجة الثانية من الحركة النسوية. في تسعينيات القرن العشرين، كان الجدال الدائر حول قضية أنيتا هيل سببًا في دفع النسوية السوداء إلى التيار الرئيسي للحركة النسوية. وصلت النظريات النسوية السوداء إلى جمهور أوسع منذ 2010 فصاعدًا، نتيجة للدعوة عبر وسائل التواصل الاجتماعي.
تزعم نصيرات النسوية السوداء أن النساء السوداوات يقعن داخل هياكل السلطة بطرق مختلفة تمامًا عن النساء البيضاوات. في السنوات الأخيرة، تسبب تمييز النسوية السوداء في نشأة وسم أو نعت «النسوية البيضاء»، الذي كان يستخدم لانتقاد النسويات اللواتي لا يعترفن بقضايا التقاطعية. تقول منتقدات النسوية السوداء أن الانقسامات على أساس العرق أو الجندر تضعف من قوة الحركة النسوية الرئيسية أو الحركات المناهضة للعنصرية.
من بين المفاهيم التي نشأت عن الحركة النسوية السوداء مفهوم النسائية الذي صاغته أليس والكر، والتعديل التاريخي، مع زيادة التركيز على النساء السوداوات. برزت أنجيلا ديفيس، وبيل هوكس، وكيمبريلي وليامز كرينشو، وباتريشيا هيل كولينز كأكاديميات بارزات للحركة النسوية السوداء، في حين شجع المشاهير من السود، وأبرزهم بيونسيه، النقاشات السائدة حول النسوية السوداء.

## التاريخ المبكر

### القرن التاسع عشر
تواجدت النسوية السوداء منذ زمن العبودية. في حال تعريف النسوية السوداء على أنها وسيلة سعت إليها النساء السوداوات لفهم وضعهن في إطار نظم الاضطهاد، فإن ذلك يتجلى في خطاب سوجورنر تروث الشهير، «ألست امرأة؟»، الذي ألقته في عام 1851 في مؤتمر المرأة في أكرون، أوهايو. تناولت تروث كيف أن القضايا التي نوقشت في المؤتمر هي قضايا تؤثر في المقام الأول على النساء البيضاوات. كانت إيدا ويلز، ناشطة ذات دوافع سياسية، وزورا نيل هيرستون، كاتبة غزيرة الإنتاج فيما يخص الثقافة الأميركية الأفريقية؛ من بين النسويات اللواتي أظهرن محاولات كبرى للتغيير في مطلع هذا القرن. اشتُهرت إيدا ويلز بعد أن قاتلت لتعثر على الحقيقة حول إعدام الرجال السود دون محاكمة. كان من أبرز الإسهامات التي قدمتها زورا نيل هيرستون تصويرها أنثى قوية في أعمالها، كشخصية جيني كرافورد في روايتها «كانت عيونهن تراقب الإله»، والتي غيرت نظرة الناس إلى المرأة السوداء في ذلك الوقت. اعتُبر كتاب صوت من الجنوب (1892) للكاتبة آنا جوليا كوبر أحد أولى المؤلفات التي تعبر عن منظور نسوي أسود. نُشرت العديد من النصوص الأخرى التي تعبر عن تطور هذه الأفكار؛ وكانت إحدى المؤلفات الرئيسية في الحركة النسوية السوداء الحديثة هي المرأة والعرق والطبقة (1981) والتي ألفتها الناشطة والناقدة الثقافية أنجيلا ديفيس. صاغت كيمبرلي كرينشو، وهي منظرة نسوية بارزة في مجال القانون، الفكرة المعنونة بـ«التقاطعية» في الفترة 1986-1987 كجزء من عملها في قانون مكافحة التمييز، وكجزء لوصف آثار التمييز المضاعَف ضد المرأة السوداء.

## وصلات خارجية
- Refuse The Silence, Women of Color in Academia Speak Out
- Third World Women's Alliance. Black Women's Manifesto (1970. On-line)
- باتريشيا هيل كولينز, Black Feminist Thought: Knowledge, Consciousness and the Politics of Empowerment (1990) and Black Sexual Politics: African Americans, Gender, and the New Racism (Routledge, 2005)
- بيل هوكس, ألست أنا إمرأة؟ (كتاب) (1981)
- Molara Ogundipe-Leslie, Re-Creating Ourselves: African Women & Critical Transformations (1994)
- Home Girls: A Black Feminist Anthology (Kitchen Table: Women of Color Press, 1983; Reed. 2000)
- This Bridge Called My Back: Writings by Radical Women of Color, edited by شيري موراغا and غلوريا إي. أنزالدوا (Persephone Press, 1981; 2nd edn 1984, Kitchen Table: Women of Color Press; translated into Spanish in 2002 by Cherríe Moraga, آنا كاستيلو (روائية), and نورما ألاركون)
- Muhs، Gabriella Gutiérrez y؛ Harris، Angela P.؛ Flores Niemann، Yolanda؛ González، Carmen G. (2012). Presumed Incompetent: The Intersections of Race and Class for Women in Academia. Boulder, Colorado: University Press of Colorado. {{استشهاد بكتاب}}: الوسيط غير المعروف |الرقم المعياري= تم تجاهله يقترح استخدام |ردمك= (مساعدة)